# Dmuszek jajowaty
Dmuszek jajowaty (Lagurus ovatus L.) – gatunek rośliny z rodziny wiechlinowatych. Reprezentuje monotypowy rodzaj dmuszek Lagurus. Pierwotny jego zasięg obejmuje rejon Morza Śródziemnego i atlantyckich wybrzeży zachodniej Europy. Rozprzestrzeniony został na inne kontynenty. Uprawiany jest jako trawa ozdobna, także w Polsce.

## Morfologia

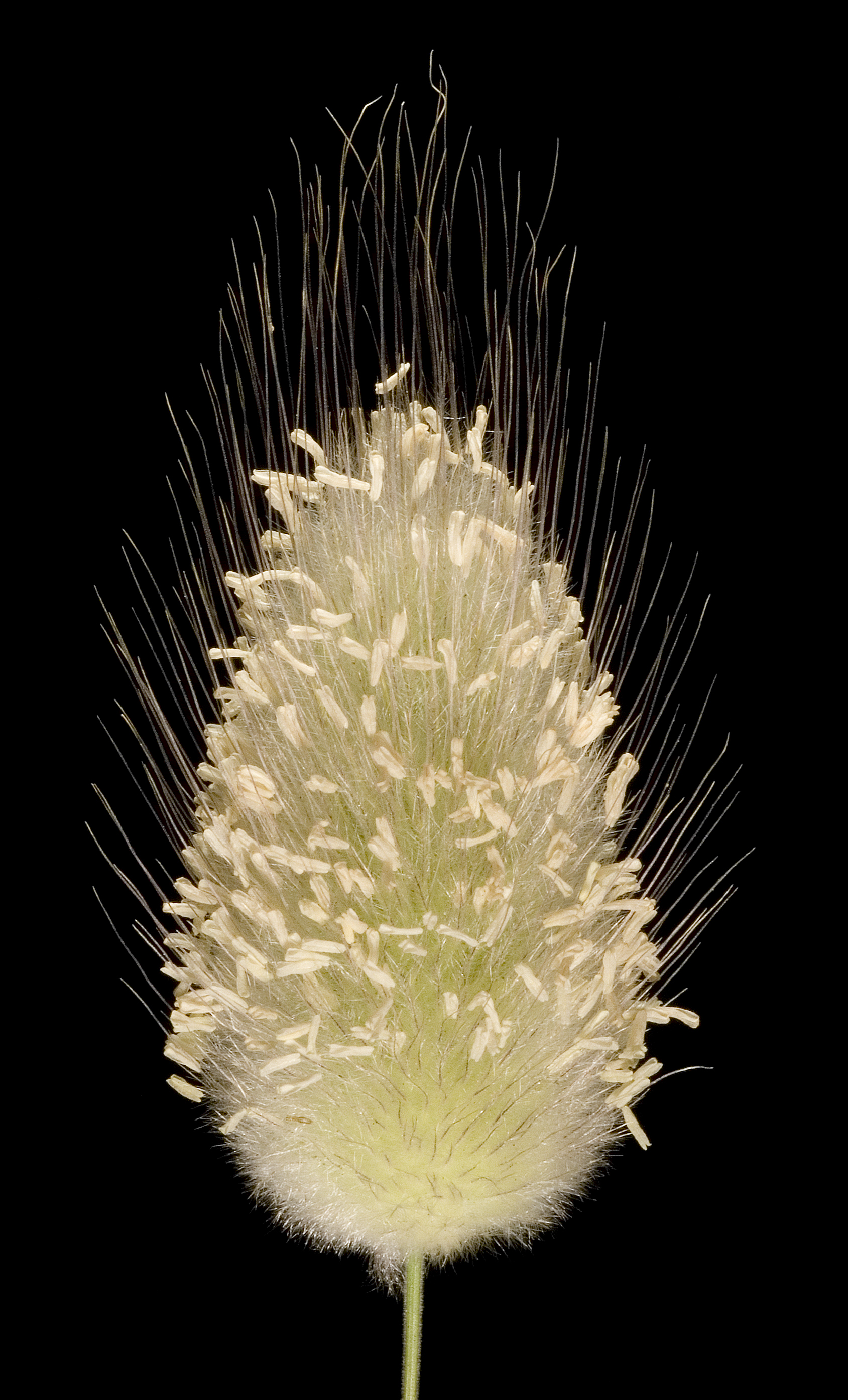
Kwiatostan

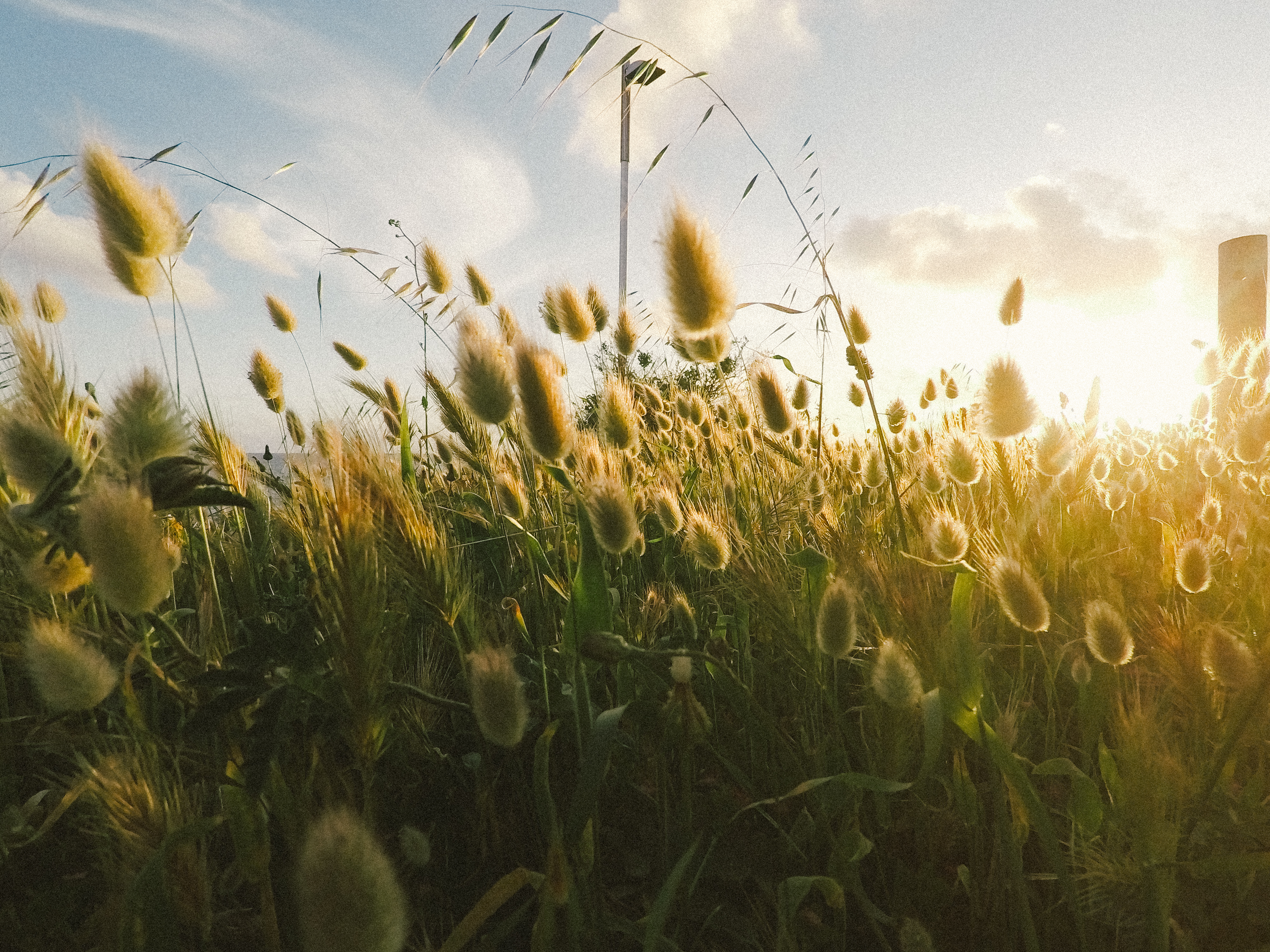
Łan dmuszków

PokrójTrawa jednoroczna, o pojedynczych wyprostowujących się bądź wzniesionych źdźbłach wysokości do 30 cm. Cała roślina kosmato owłosiona.
LiściePochwy liściowe luźne lub lekko rozdęte. Blaszki liściowe szarozielone, długości 1–20 cm, szerokości do 15 mm, płaskie, równowąsko-lancetowate.
KwiatyWiecha bardzo gęsta, kłosokształtna, kulista bądź owalna, długości do 2 cm, koloru bladozielonego, czasami purpurowo nabiegła, na koniec srebrzysto biała. Kłoski bardzo gęste, długości do 10 mm. Plewka dolna zakończona ością wychodzącą na stronie grzbietowej w górnej części. Ość kolankowato zgięta, sztywna.

## Biologia i ekologia
Bylina. Kwitnie od maja do sierpnia. Występuje najczęściej na wysypiskach śmieci, brzegach dróg lub na placach przeładunkowych. Pojawia się również na ugorach, w murawach napiaskowych na podłożu krzemianowym, na glebach ciepłych, suchych, ubogich w części ziemiste.

## Systematyka
Gatunek z monotypowego rodzaju dmuszek Lagurus Linnaeus, Sp. Pl. 81. 1 Mai 1753. Rodzaj należy do rodziny wiechlinowatych (Poaceae), a w jej obrębie do podrodziny wiechlinowych (Pooideae), plemienia Poeae, podplemienia Aveninae.